# Alexander Pines

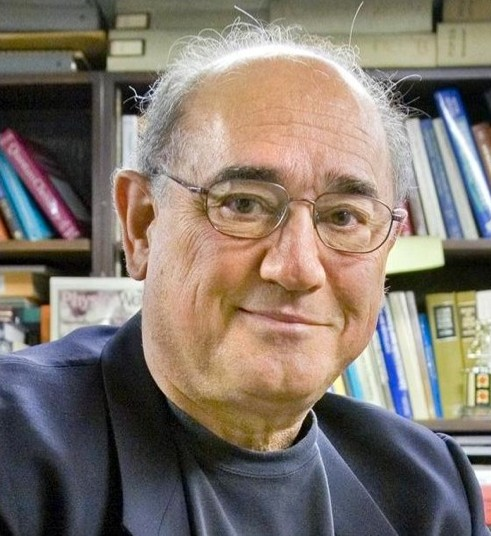
Alexander Pines (2007)

Alexander Pines (* 22. Juni 1945 in Tel Aviv; † 1. November 2024) war ein US-amerikanischer Chemiker. Er war ein Pionier in der Magnetresonanzspektroskopie (NMR), die er insbesondere auf Festkörper anwandte.

## Werdegang
Pines wuchs in Rhodesien auf. Er studierte Mathematik und Chemie an der Hebrew University in Jerusalem und ging 1968 in die USA, wo er am Massachusetts Institute of Technology bei John S. Waugh promoviert wurde. Ab 1972 war er an der University of California, Berkeley, wo er Glenn T. Seaborg Professor für Chemie war.
1974 wurde er Sloan Research Fellow und 1978 Fellow der American Physical Society. 1985 erhielt Pines den Leo Hendrik Baekeland Award, 1991 den Wolf-Preis in Chemie und 1998 den Irving Langmuir Award. 1988 wurde er in die National Academy of Sciences, 1999 in die American Academy of Arts and Sciences gewählt. 2000 bekam er den Dickson Prize in Science und den Remsen Award und 2004 den Faraday-Preis. 2008 erhielt er den Russell Varian Prize.